# الضمور العضلي النخاعي القاصي من النوع 1
الضمور العضلي النخاعي القاصي من النوع 1، يُعرف أيضًا باسم الضمور العضلي النخاعي المترافق مع ضائقة تنفسية من النوع 1، هو اضطراب عصبي عضلي نادر منطو على موت العصبونات الحركية في النخاع الشوكي ما يؤدي إلى ضمور مترق معمم في عضلات الجسم.
تحدث هذه الحالة نتيجة طفرة وراثية في جين «آي جي إتش إم بي بّي 2» وتنتقل بصفة صبغية جسدية متنحية. لا يوجد علاج معروف لهذه الحالة، وما تزال الأبحاث المعنية بهذا الاضطراب في مراحلها المبكرة نتيجة معدل الوقوع المنخفض ونسبة الوفيات المرتفعة.

## العلامات والأعراض
تشمل الأعراض التنفسية الأولى عادة كلًا من ضيق التنفس (الزلة التنفسية) ومتناقضة التنفس الحجابي إذ تستمر الأعراض في التصاعد خلال الأشهر القليلة الأولى من الحياة لتنتهي بشلل الحجاب الحاجز. تظهر أعراض الشلل الحجابي بشكل سريع ومفاجئ دون تنبيه مسبق، وغالبًا ما يُقاد المريض على وجه السرعة إلى المستشفى حيث يُوضع على جهاز التنفس الاصطناعي من أجل دعم التنفس. نظرًا إلى طبيعة الشلل الحجابي الخطرة والشديدة، يتطلب المريض في النهاية التهوية الداعمة بشكل مستمر من أجل البقاء على قيد الحياة. مع ذلك، قد يسبب التنفس الاصطناعي المستمر نفسه درجة من التلف في تشريح الرئتين.
بالإضافة إلى شلل الحجاب الحاجز، قد تتطور العديد من المشاكل الأخرى: كما يشير اسم الاضطراب، تُعتبر الأطراف القاصية الأشد تأثرًا بأعراض الضعف، ما يسبب تحدد في الحركة نتيجة شلل (شبه شلل) الأطراف القاصية بالإضافة إلى الرأس والعنق. بالإضافة إلى ذلك، قد يحدث خلل وظيفي في العصبونات المحيطية والجهاز العصبي الذاتي. يعاني هؤلاء المرضى أيضًا من التعرق المفرط وعدم انتظام ضربات القلب، نظرًا إلى حالات الخلل الوظيفي هذه. لُوحظ أيضًا غياب منعكس الوتر العميق لدى المصابين بالضمور العضلي النخاعي القاصي من النوع 1.
لُوحظ تأخر النمو الرحمي وضعف الحركة الجنينية في الحالات الشديدة من الضمور العضلي النخاعي القاصي من النوع 1.

## العلاج
لا يوجد أي علاج معروف للضمور العضلي النخاعي القاصي من النوع 1، إذ يقتصر التدبير على الرعاية الداعمة. يتطلب المرضى الدعم التنفسي الذي قد يشمل التهوية غير الباضعة أو التنبيب الرغامي. قد يخضع الطفل أيضًا للتمنيع الإضافي مع إعطائه المضادات الحيوية بهدف الوقاية من الإصابة بحالات العدوى التنفسية. من المهم أيضًا الحفاظ على وزن صحي. يُعد هؤلاء المرضى معرضين لخطر الإصابة بسوء التغذية وفقدان الوزن نتيجة كمية الطاقة المتزايدة المصروفة على التنفس. يظهر العلاج الفيزيائي والمهني تأثيرات إيجابية للغاية على الطفل فيما يتعلق بالحفاظ على قوة العضلات.
لا توجد معايير ممارسة محددة منشورة لرعاية مرضى الضمور العضلي النخاعي القاصي من النوع 1، على الرغم من محاولات لجنة الرعاية الخاصة بالضمور العضلي النخاعي للتوصل إلى إجماع حول معايير الرعاية الخاصة بهؤلاء المرضى. تلعب الفروقات في معرفة الطبيب الممارس بالحالة، والموارد العائلية والاختلافات الثقافية و / أو إقامة المريض في المستشفى دورًا في نتائج المريض.

## الإنذار
عادة ما يكون الضمور العضلي النخاعي القاصي من النوع 1 مميتًا في مرحلة الطفولة المبكرة. يعاني المريض، الطفل عادة، من تأخر جهاز التنفس المترقي الذي ينتهي بالفشل التنفسي. لا يوجد إجماع على متوسط العمر المتوقع لدى مرضى «دي إس إم إيه 1» على الرغم من الدراسات العديدة المعنية بهذا الاضطراب. استطاع عدد ضئيل من المرضى تجاوز عمر السنتين من حياتهم إلا أنهم افتقروا إلى علامات الشلل الحجابي أو اعتمد تنفسهم على أجهزة التنفس الاصطناعي.